# Linothele longicauda
Espèce
Synonymes
- Diplura longicauda Ausserer, 1871
- Diplura aequatorialis Ausserer, 1871
- Diplura cousini Simon, 1889

Linothele longicauda est une espèce d'araignées mygalomorphes de la famille des Dipluridae.

## Distribution
Cette espèce est endémique d'Équateur. Elle se rencontre dans les provinces de Pichincha et de Carchi.

## Description
L'holotype mesure 30 mm
Le mâle décrit par Sherwood en 2022 mesure 22,1 mm
Le mâle décrit par Dupérré, Tapia et Bond en 2023 mesure 15,68 mm et la femelle 20,93 mm.

## Systématique et taxinomie
Cette espèce a été décrite sous le protonyme Diplura longicauda par Ausserer en 1871. Elle est placée dans le genre Linothele par Raven en 1985.
Diplura aequatorialis et Diplura cousini ont été placées en synonymie  par Drolshagen et Bäckstam en 2021.

## Publication originale
- Ausserer, 1871 : « Beiträge zur Kenntniss der Arachniden-Familie der Territelariae Thorell (Mygalidae Autor). » Verhandllungen der Kaiserlich-Kongiglichen Zoologish-Botanischen Gesellschaft in Wien, vol. 21, p. 117-224 (texte intégral).